# Kościół Bożego Ciała i klasztor Dominikanów we Lwowie

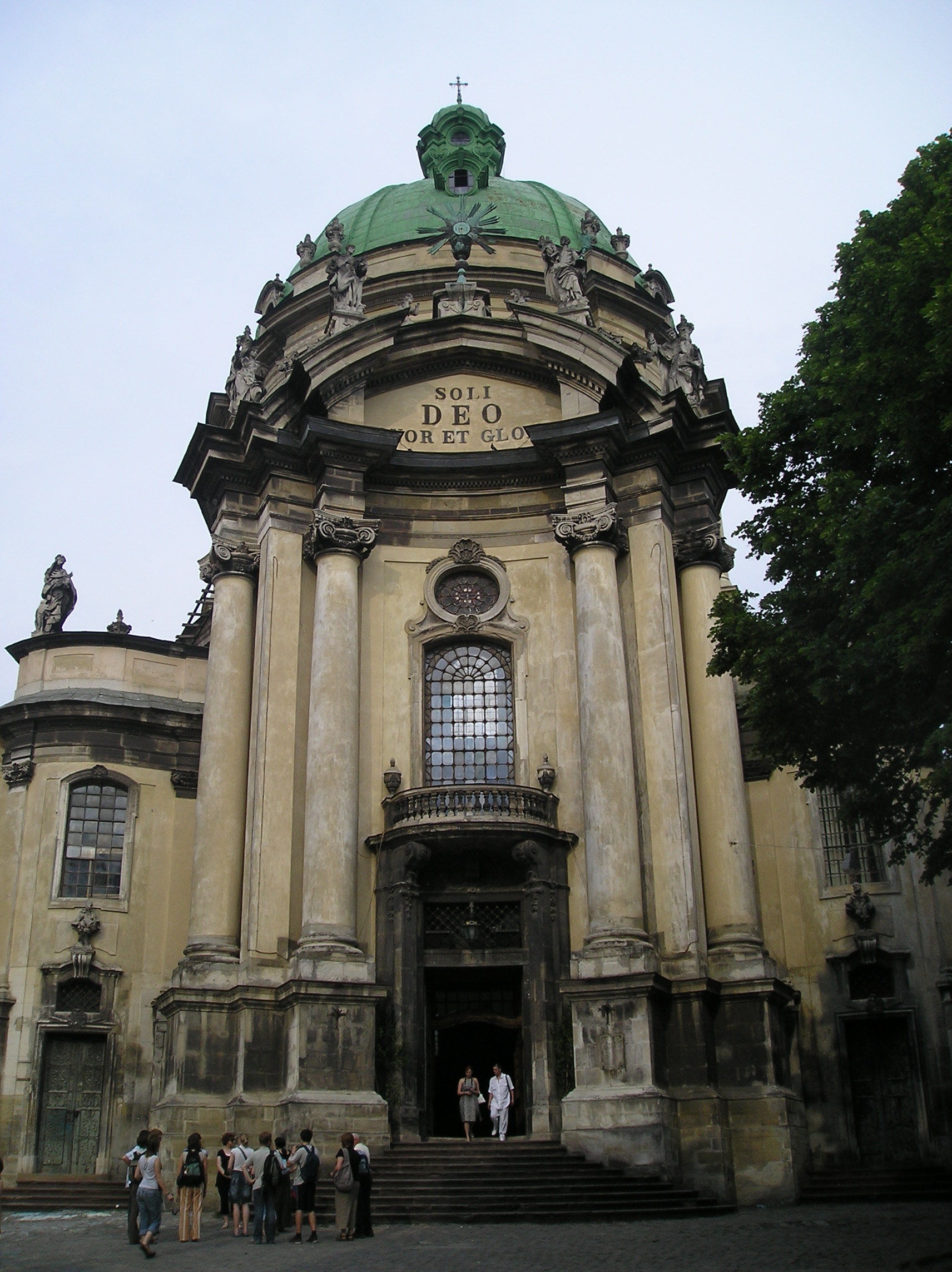
Kościół oo. dominikanów

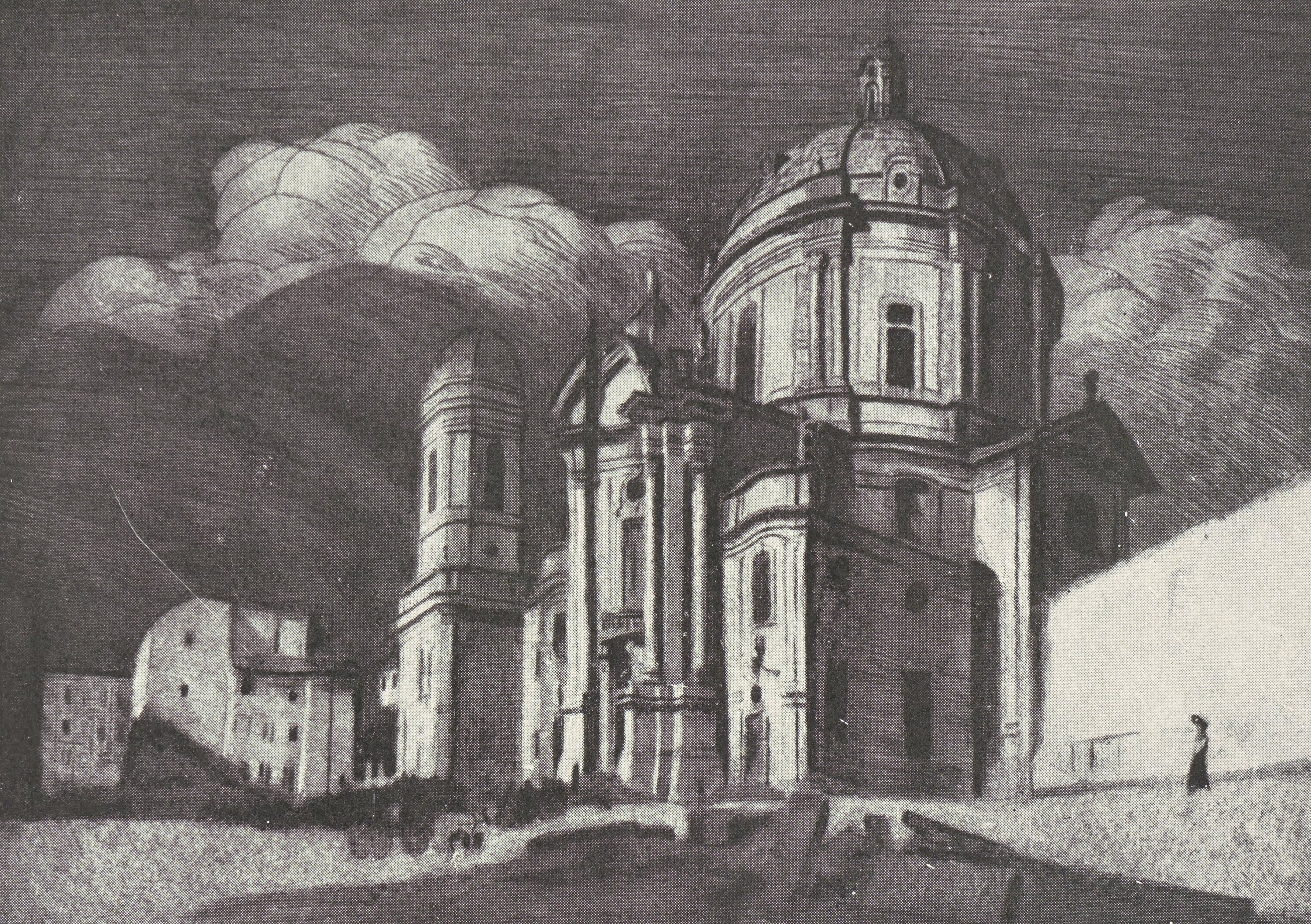
W. Skoczylas Kościół dominikanów we Lwowie, akwaforta, Muzeum Narodowe w Krakowie

Kościół Bożego Ciała i klasztor oo. dominikanów we Lwowie, a obecnie greckokatolicka cerkiew Najświętszej Eucharystii jest położony przy pl. Muzealnym 1 w północno-wschodniej części lwowskiej starówki. Jeden z najwspanialszych barokowych zabytków Lwowa.

## Historia
Dominikanie polskiej prowincji podjęli jeszcze w XIII w szeroką akcję misyjną na Rusi, korzystając przy tym z przywilejów papieskich. Akcji misyjnej patronował książę Leszek Biały, Odrowążowie, z biskupem krakowskim Iwonem. Na kapitule generalnej zakonu w Bordeaux w 1277 zezwolono polskiej prowincji na założenie dwóch klasztorów „versus Russiam”, ponieważ nieco wcześniej ok. 1250 istniał już kościół dominikański we Lwowie pod wezwaniem misyjnym św. Jana Chrzciciela. Klasztor w formie stacji misyjnej powstał przed 1297. Lwowski kościół dominikanów rozpoczęto budować w drugiej połowie XIV w., i ukończono po 1400.
Według tradycji pierwsi dominikanie mieli przybyć do Lwowa już ok. 1234 za rządów książąt z dynastii Romanowiczów. Drewniana świątynia, sięgająca być może lat 90. XIII w. miała spłonąć podczas wojen o Ruś Czerwoną prowadzonych po 1340 przez króla Kazimierza Wielkiego.
Formalnej fundacji konwentu dominikanów dokonał w 1378 namiestnik króla Węgier i Polski, Ludwika książę opolski Władysław. Zbudowano wówczas ceglany kościół, utrzymany w tzw. typie kazimierzowskim, z krótkim dwunawowym korpusem, o sklepieniu wspartym na jednym filarze i z wydłużonym prezbiterium. Na dachu zbudowano sygnaturkę. Po pożarze w 1407 nakładem Mikołaja Benko i Anny z Żabokruków kościół został odbudowany w stylu gotyckim razem z gmachami klasztornymi. Z tamtych czasów być może pochodzi czarny krucyfiks z ołtarza głównego i otoczona kultem figura Matki Boskiej Jackowej, wykonana w alabastrze (XIV w.) Za przypuszczalnego autora zespołu uważa się mistrza Niczko (Mikołaja) z Krakowa. Od 1458 klasztory ruskie dominikanów wchodziły w skład polskiej prowincji zakonu.
W 1511 kościół spustoszył pożar. Dzieło odbudowy wspomógł arcybiskup Bernard Wilczek.
W 1527 kościół spłonął w czasie wielkiego pożaru, który pochłonął cały gotycki Lwów.
Pomimo tych klęsk klasztor Bożego Ciała podnosił się z upadku, zyskiwał na znaczeniu i bogacił się. Pod koniec XVI w. należało do niego 5 wsi; w trzech spośród nich zakonnicy wykonywali również posługę duszpasterską w parafiach.
W 1556 mistrz Grygier zbudował budynek biblioteki a pod koniec stulecia wzniesiono nowe dormitorium. Na przełomie XVI i XVII w. przeor Jan Błaszczyk zbudował kolejne gmachy utrzymane w stylu manierystycznym. Po epoce tej pozostały wykonane z alabastru pomniki nagrobne, przypisywane Hermanowi van Hutte. Przedstawiają one m.in. Wacława Dzieduszyckiego (zm. 1584), Jana Swoszowskiego (zm. 1604), Stanisława Włodka (zm. 1615) i są utrzymane w stylu manieryzmu niderlandzkiego.
Na początku XVII w. w klasztorze żyło ponad stu zakonników. Od 1612 Lwów stał się ośrodkiem nowo utworzonej prowincji ruskiej. Przy konwencie działał III zakon dominikański oraz bractwa – Imienia Jezus, Różańcowe i św. Anny.
W 1621 w drodze na wojnę chocimską zatrzymał się u dominikanów król Zygmunt III Waza. Gotycki kościół zaczął się walić w I poł. XVIII w. W 1742 zarysowały się sklepienia. Przełożeni klasztoru podjęli decyzję o wyburzeniu budowli i zbudowaniu nowej. W rok po wyburzeniu w 1744 kościoła Józef Potocki, hetman wielki koronny i kasztelan krakowski, główny fundator nowej świątyni, położył kamień węgielny pod budowlę. Dzieło wspomógł w 1749 starosta kaniowski Mikołaj Bazyli Potocki.
W dwa lata później koronowano cudowny wizerunek Matki Boskiej Zwycięskiej. Według legendy powstał on na dworze cesarskim w Konstantynopolu. Potem miał znaleźć się w Kijowie, Haliczu i we Lwowie. W rzeczywistości obraz namalowany został w kręgu sztuki bizantyjskiej (na Krecie lub być może w Wenecji) w XV lub XVI w.. 1 lipca 1751 obraz został ukoronowany koronami papieskimi przez arcybiskupa Mikołaja Ignacego Wyżyckiego a w uroczystościach koronacyjnych wzięli udział arcybiskupi trzech obrządków: łacińskiego, greckiego i ormiańskiego oraz tłumy wiernych.
W latach 1749–1751 wzniesiono kaplicę rodową Potockich pw. Matki Boskiej Jackowej. Była to pierwsza wykończona część świątyni. Znajdująca się w kaplicy alabastrowa figurka Madonny z Dzieciątkiem, pochodząca według tradycji z Kijowa i zabrana stamtąd przez św. Jacka w obliczu zagrożenia ze strony Tatarów, powstała prawdopodobnie w XIV/XV w. w Europie Zachodniej i została sprowadzona do Lwowa na zamówienie dominikanów.
W 1769 arcybiskup Wacław Hieronim Sierakowski konsekrował ukończony kościół. Autorem projektu tego najwybitniejszego dzieła dojrzałego baroku na ziemiach dawnej Rzeczypospolitej był architekt wojskowy Jan de Witte. Rozplanował on kościół wokół eliptycznego korpusu nawowego, który przykryła potężna kopuła zwieńczona latarnią. W reprezentacyjnej fasadzie kościoła zawarty został ogromny ładunek ekspresji i dynamizmu. Widać w niej wpływ austriackiego architekta Fischera von Erlacha, budowniczego wiedeńskiego kościoła św. Karola Boromeusza. Współbudowniczym lwowskiego kościoła był mistrz Marcin Urbanik.
Prace wykończeniowe trwały do 1798.
Wnętrze kościoła wypełniły prawdziwe skarby rokokowej rzeźby, spośród których podziw budziły figury członków zakonów żyjących według reguły augustiańskiej (w tym dominikanów), usytuowane u góry, w tamburze kopuły. Rzeźby wykonał Sebastian Fesinger, jeden z czołowych przedstawicieli lwowskiej rzeźby rokokowej. Inny jej przedstawiciel, Piotr Polejowski uchodzi za twórcę wystroju ołtarza głównego, zaprojektowanego w 1766 przez Urbanika, w tym również figur czterech świętych: Piotra, Pawła, Mateusza i Jana Chrzciciela.
Nowo zbudowany kościół padł dwukrotnie pastwą pożaru – w 1766 i 1778. Ten drugi wyrządził poważne straty w kompleksie kościelno-klasztornym. W następnych latach odbudowano kościół i klasztor. W latach 1792–1798 architekt Klemens Ksawery Fesinger ukończył fasadę i ozdobił ją napisem „Soli Deo Honor et Gloria”.
W chwili pierwszego rozbioru Polski w konwencie żyło 75 zakonników: 38 kapłanów, 12 kleryków i 25 braci. Klasztor lwowski szczęśliwie wyszedł obronną ręką z kasat józefińskich.
W 1811 w kaplicy św. Dominika zbudowano z karraryjskiego marmuru empirowy nagrobek Józefy hr. Dunin-Borkowskiej (zm. 1811), dłuta duńskiego rzeźbiarza Bertela Thorvaldsena, jedyne jego dzieło we Lwowie.
W 1865 w sąsiedztwie kościoła zbudowano dwukondygnacyjna wieżę-dzwonnicę, nawiązującą stylem do architektury kościoła. Autorem projektu był Józef Braunseis.
W latach 1885–1914 przeprowadzono gruntowną restaurację elewacji a następnie wystroju i wyposażenia wnętrza świątyni. Restaurację określono jako niefortunną, ponieważ w jej wyniku zatarto oryginalne cechy stylu wielu dzieł sztuki. Kolorystykę ścian zmieniono z białej na kremową, pozłocono zielone rzeźby przedstawicieli zakonów reguły augustiańskiej. Ołtarz główny został zastąpiony stiukową kopią. We wnętrzu zbudowano szereg nowych, neorokokowych ołtarzy i ambonę. Zmieniono formę latarni na kopule nadając jej kształt ośmioboku.
W 1916 oddano do użytku nowoczesne organy wykonane przez firmę Kazimierza Żebrowskiego z Krakowa, których prospekt zaprojektował Edgar Kováts. Po wojnie organy zostały przeniesione do gmachu Filharmonii, gdzie znajdują się obecnie w stanie destruktu.
Dominikanie działali w swym klasztorze do II wojny światowej. Po zakończeniu wojny zostali zmuszeni do opuszczenia swej siedziby. Budynek klasztorny został w 1972 zamieniony na Muzeum Religii i Ateizmu, zaś w kościele ulokowano m.in. magazyn cementu; później kościół włączono w skład muzeum, które działało w dotychczasowej formule do 1990. Cudowny obraz Matki Boskiej Zwycięskiej po wojnie znalazł się w Gdańsku, w tamtejszym kościele dominikańskim; w 1994 w ołtarzu głównym lwowskiego kościoła umieszczono jego kopię. Znajdująca się niegdyś w kaplicy Potockich Matka Boska Jackowa również opuściła po wojnie Lwów i obecnie znajduje się w klasztorze dominikanów w Krakowie.
W latach 90. XX wieku kościół przekazano ukraińskiej cerkwi greckokatolickiej, natomiast w części zabudowań klasztornych nadal funkcjonuje muzeum (jako Muzeum Historii Religii).

## Architektura

### Wygląd zewnętrzny
Plan kościoła przedstawia podwójne założenie: centralno-eliptyczne i krzyżowe, nakryte w centrum potężną kopułą osadzoną na wysokim tamburze i zwieńczoną dekorowaną latarnią; kopuła stanowi charakterystyczny element panoramy Lwowa.
Centralny punkt całego założenia stanowi nawa na planie elipsy, której oś dłuższa prowadzi ze wschodu na zachód. Nawa jest ujęta w kolumny przyścienne i otoczona wieńcem promieniście rozmieszczonych kaplic, po trzy z każdej strony. Od strony zachodniej znajduje się przedsionek z dwoma bocznymi aneksami. Po stronie wschodniej znajduje się prostokątne prezbiterium z obszerną zakrystią i kaplicą Potockich.
Zwraca uwagę monumentalna fasada zachodnia, o żywej rytmice wklęsło-wypukłych płaszczyzn, przedzielonych 2 parami potężnych kolumn wspierających łamane belkowanie i falisty fronton zwieńczony wyobrażeniem kielicha i promienistej hostii – symbolu Eucharystii. Bogactwa dekoracji fasady dopełniają kamienne posągi świętych dominikańskich. Pomiędzy dwiema kolumnami środkowymi znajduje się wejście główne a nad nim posadowiony na konsolach balkon z kamienną balustradą i dwoma wazonami. Nad balkonem umieszczono w dekoracyjnym obramieniu portfenetr a nad nim z kolei owalne okno w oprawie na motywach muszli. Boczne aneksy, flankujące portal główny ujęte są w pary pilastrów i maja wypukle powierzchnie w odróżnieniu od wklęsłego założenia portyku. Całość elewacji kościoła jest bogato dekorowana z wykorzystaniem kolumn, pilastrów, boniowania i ozdobnych obramień drzwi i okien.

### Wystrój wnętrza
Budowla kościoła odznacza się jednolitością stylu i zharmonizowaniem całości założenia. Wewnątrz eliptyczna kopule wspiera osiem par kolumn z bogato zdobionymi kapitelami (ornament muszlowy i motyw hostii w glorii). Pary kolumn są także umieszczone wewnątrz tamburu. Pomiędzy kolumnami są wejścia do kaplic bocznych. Nad kolumnami, u podstawy tamburu znajduje 18 wspomnianych wyżej, drewnianych figur świętych reguły augustiańskiej, ustawionych parami na postumentach. Rzeźby te należą do czołowych osiągnięć lwowskiej rzeźby doby rokoka. Powyżej rzeźb znajduje się balustrada, której ustawiono kamienne wazony. U podstawy kopuły znajdują się cztery bogato oprawione okulusy.
Wystrój wnętrza ma charakter rokokowy (rzeźby, ołtarze) lub neorokokowy (ambona, prospekt organowy, niektóre ołtarze)
Centralne miejsce w prezbiterium zajmował pierwotnie rokokowy, wolnostojący, drewniany ołtarz główny z obrazem Matki Boskiej, zastąpiony na początku XX w. stiukowa kopia, flankowany czterema drewnianymi, pozłacanymi figurami Ewangelistów, pochodzącymi z czasów pierwszego ołtarza. W zwieńczeniu pod baldachimem umieszczony jest czarny, drewniany krucyfiks z XV w. a nad nim kielich z hostią w glorii.
W głębi prezbiterium, za ołtarzem głównym, usytuowany jest chór kapłański, w którym znajdował się ołtarz z obrazem św. Marii Magdaleny, pędzla J. P. Eisenmengera (1818).
Z nagrobków warto wymienić wspomniany już nagrobek Józefy hr. Dunin-Borkowskiej, pomnik austriackiego gubernatora Franza von Hauera z 1824, projektu Antona Schimsera oraz nagrobek Artura Grottgera z 1880, dłuta Walerego Gadomskiego.
Szereg alabastrowych nagrobków z XVI i XVII w. znajduje się w krypcie od kościołem. Najcenniejsze z nich, przedstawiające postacie leżących rycerzy w zbroi, przypisywane są Hermanowi van Hutte lub Janowi Pfisterowi.

### Budynek klasztorny
Budynek byłego konwentu powstał w XVI w. jako dwukondygnacyjne założenie, składające się z kilku skrzydeł, tworzących dwa wewnętrzne dziedzińce. W jego architekturze zachowały się elementy gotyckie (fragmenty krużganków). W mieszczącym się w jego murach Muzeum Historii Religii znajdują się cenne kolekcje ikon, judaików i starodruków.